# Veterinärmedizinische Fakultät der Universität Leipzig
Die Veterinärmedizinische Fakultät (VMF) ist eine der 14 Fakultäten der Universität Leipzig. Sie ist die Nachfolgeeinrichtung der Tierärztlichen Hochschule Dresden und wurde 1923 gegründet. Die VMF liegt im Leipziger Ortsteil Zentrum-Südost und ist die kleinste der fünf tierärztlichen Ausbildungseinrichtungen in Deutschland. Von 1968 bis 1990 war die Fakultät Teil der Sektion Tierproduktion und Veterinärmedizin, seit dem 1. Juli 1990 ist sie wieder eigenständig.

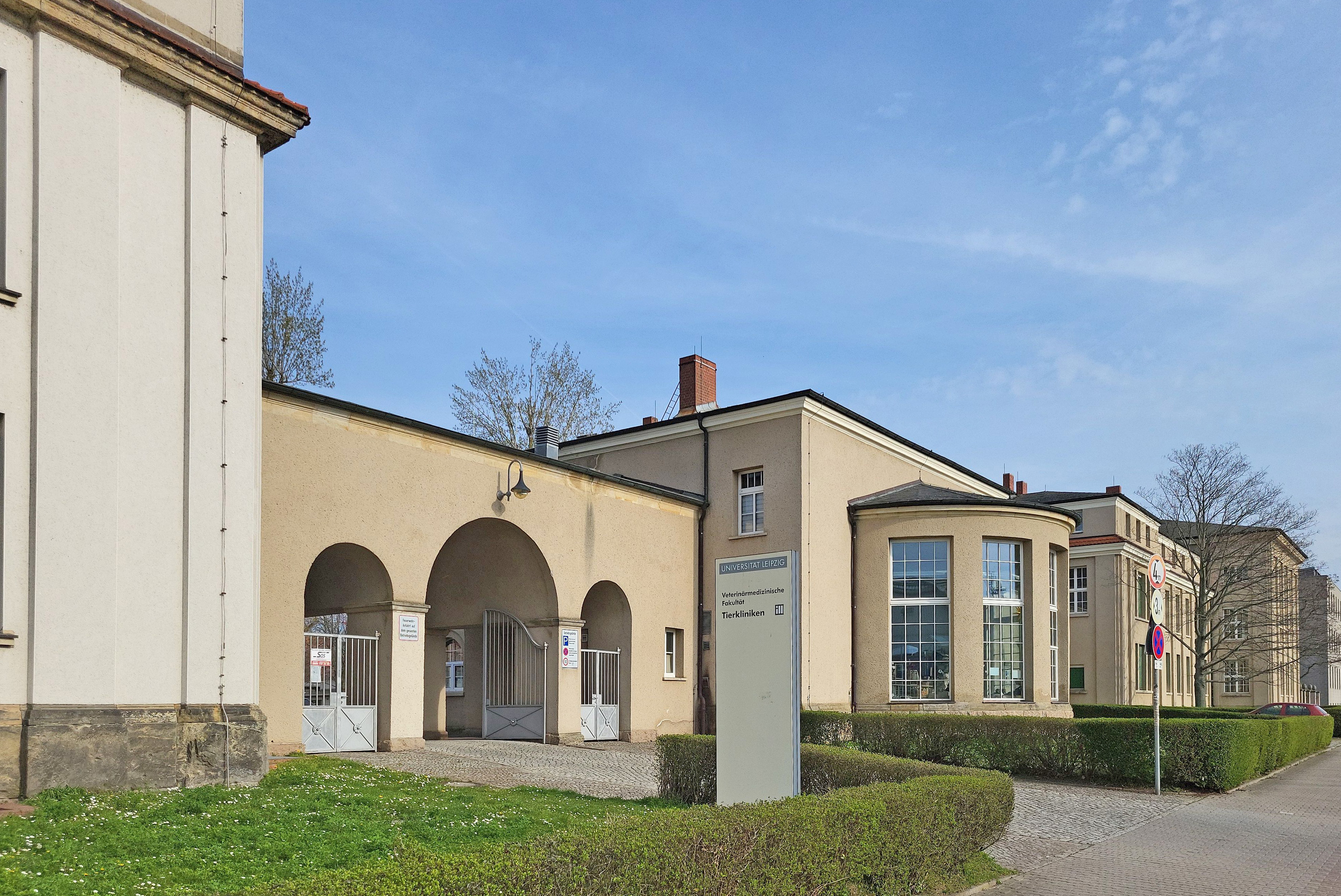
Haupteingang der Veterinärmedizinischen Fakultät an der Westseite des Campus, Straße An den Tierkliniken (2024)

Die Veterinärmedizinische Fakultät besteht heute aus vier Zentren und dem Universitätsklinikum mit vier Kliniken. Derzeitiger Dekan ist der Virologe Thomas W. Vahlenkamp. Neben dem Studiengang Veterinärmedizin bietet die Fakultät auch tiermedizinische und diagnostische Dienstleistungen, Berufsausbildungen und Weiterbildungen für Tierärzte an. Seit 1998 organisiert die Fakultät den Leipziger Tierärztekongress, der alle zwei Jahre stattfindet und sich mittlerweile zum größten seiner Art in Mitteleuropa entwickelt hat.

## Geschichte

### Gründungsphase

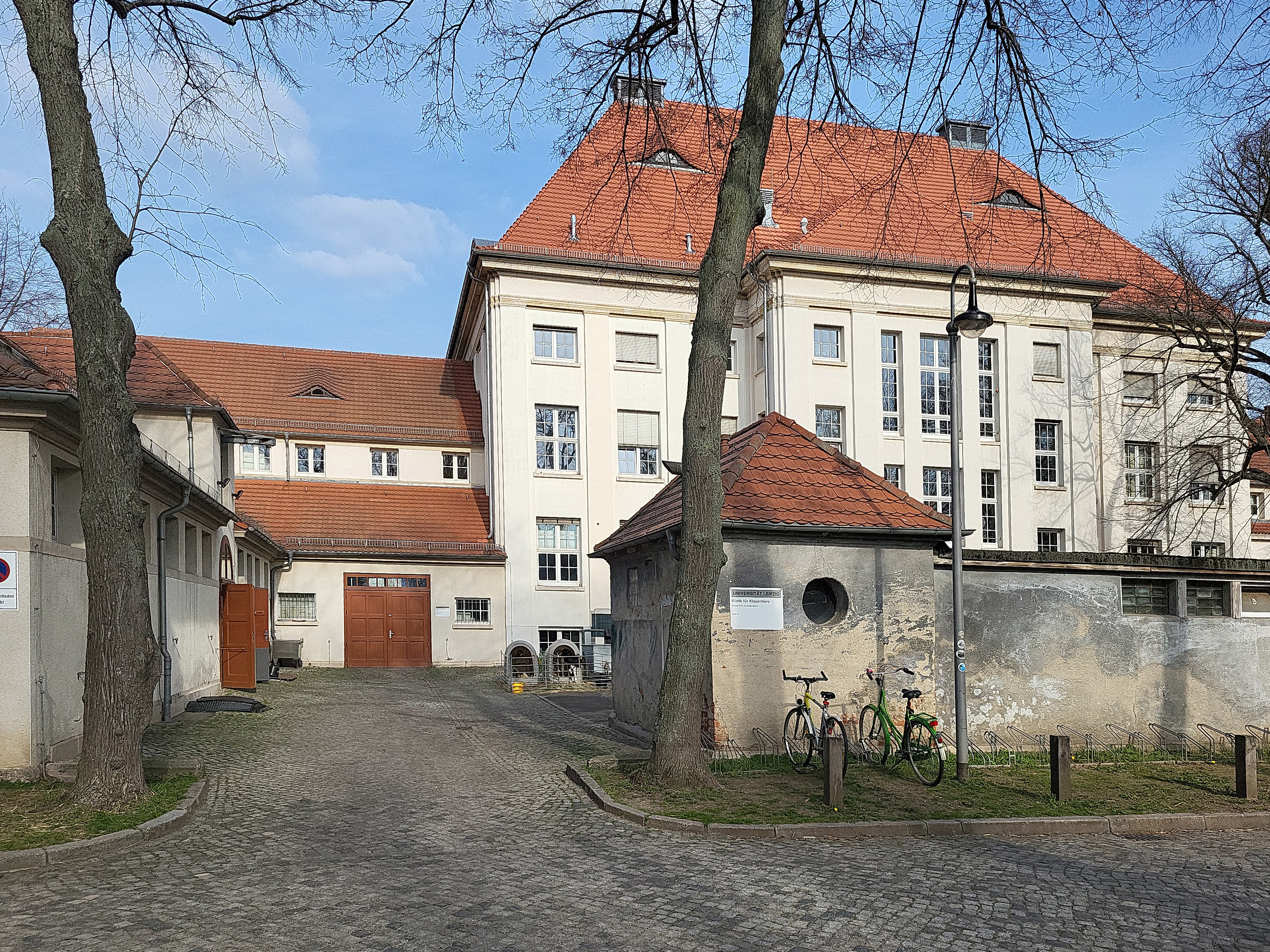
Das Gebäude des Instituts für Tierzucht und Geburtskunde bildet einen Teil der Grenze zur ehemaligen Kärntner Straße (heute Zwickauer Straße) und beherbergt heute die Abteilung Schwein der Klinik für Klauentiere (2024)

Vorläufer der Fakultät war die Tierärztliche Hochschule Dresden. Hier wurde 1902 das Abitur als Zugangsvoraussetzung festgelegt, so dass sie nunmehr eine akademische Einrichtung wurde, die allerdings kein Promotionsrecht besaß. Deshalb erarbeitete das damalige Professorenkollegium eine Promotionsordnung, die 1907 vom Innenministerium akzeptiert wurde. Trotz mehrerer Umzüge und Erweiterungen seit 1774 platzte die Tierärztliche Hochschule Dresden aus allen Nähten, so dass sich erneut die Standortfrage stellte. Einige Hochschullehrer hielten bereits zuvor an der Universität Leipzig Vorlesungen und auch für die Studenten der Landwirtschaft waren veterinärmedizinische Lehrleistungen erforderlich. Zudem war unter Professor Anton Zürn vor dem Hospitaltor eine Tierklinik errichtet worden, die 1878 fertiggestellt wurde. 1899 übernahm August Eber die Leitung der nun in Veterinärinstitut umbenannten Einrichtung. Unter ihm wurde 1903 ein Neubau in der Linnéstraße errichtet. 1911 fällte das Kollegium der Tierärztlichen Hochschule Dresden den Beschluss, die notwendige Erweiterung durch Neubauten in Leipzig vorzunehmen und die Einrichtung an die Landesuniversität anzuschließen. Dieser Verlegung wurde vom Sächsischen Landtag am 20. Mai 1912 zugestimmt. Es gab zahlreiche Petitionen von Bürgervereinen, dem Landeskulturrat und dem Oberbürgermeister Dresdens gegen diese Verlegung. Mit dem Beschluss der II. Kammer des Landtags vom 31. März 1914 wurde der Umzug jedoch endgültig bestätigt. Der Beschluss wurde in der Thronrede des sächsischen Königs Friedrich August III. am 20. Mai 1914 vor dem Landtag verkündet. Zwischen 1912 und 1914 wurden die Planungen für den Umzug durchgeführt. Zudem musste mit dem Senat sowie der philosophischen und medizinischen Fakultät verhandelt werden, um die Vorstellung einer selbstständigen Fakultät durchzusetzen.
Für den Bau hatte die Stadt Leipzig der Universität ein 72.500 m2 großes Grundstück zwischen der damaligen Kärntner, Tiroler, Österreicher und Steirer Straße kostenlos überlassen. 1915 waren die ersten Baupläne fertiggestellt, der Bau begann im Sommer 1916, wurde aber bereits wieder im November durch das wegen des Ersten Weltkriegs verhängte generelle Bauverbot unterbrochen. 1918 wurde der Baubetrieb wieder aufgenommen, die zunehmende Inflation und die schwierige Baustoffbeschaffung führten jedoch dazu, dass er auf Beschluss des Gesamtministeriums 1921 wiederum eingestellt werden sollte. Diese Entscheidung konnte durch Intervention der Leipziger und Dresdner Hochschullehrer abgewendet werden. Eingespart wurden jedoch vorerst die Gebäude des Veterinärphysiologischen Instituts, des Veterinär-Hygiene-Instituts und der Verwaltung. Im Herbst 1923 wurden die Institute und Kliniken der Nutzung übergeben. Zunächst stand noch zur Debatte, die Tiermedizin wie an der Ludwigs-Universität Gießen in die Medizinische Fakultät zu integrieren. Intensive Bemühungen durch den langjährigen Rektor der Tierärztlichen Hochschule Dresden, Wilhelm Ellenberger, führten dazu, dass die Medizinische Fakultät am 28. Februar der Gründung einer eigenständigen Fakultät zustimmte. Am 14. September 1923 wurde die Eröffnung der Veterinärmedizinischen Fakultät zum 1. Oktober 1923 vom Sächsischen Ministerium für Volksbildung beschlossen. 1923 bis 1924 wurde das Inventar der Tierärztlichen Hochschule nach Leipzig verbracht, die Bibliotheksbestände wurden in die Leipziger Universitätsbibliothek überführt. 1924 legte Ruth Eber ihr Staatsexamen in Leipzig ab und wurde Deutschlands erste Tierärztin.

### 1923–1945
Das erste Professorenkollegium setzte sich aus namhaften Wissenschaftlern zusammen, neben August Eber waren der Anatom Hermann Baum, der Physiologe Arthur Scheunert, der Pathologe Ernst Joest, der Chirurg Oskar Röder, der Tierzüchter und Geburtskundler Johannes Richter und der Buiatriker Ewald Weber in ihm vertreten. Insgesamt gehörten dem Lehrkörper zehn ordentliche und zwei planmäßige außerordentliche Professoren, ein nichtplanmäßiger außerordentlicher Professor sowie sechs Privatdozenten an. Hermann Baum wurde zum ersten Dekan gewählt. Er wurde 1930/31, als bislang einziger Tierarzt, auch Rektor der Universität Leipzig. In den 1930er Jahren erreichten einige Hochschullehrer das Emeritierungsalter, Hermann Baum verstarb 1932. Zeichen intensiver wissenschaftlicher Arbeit waren 15 Habilitationen zwischen 1925 und 1944, unter ihnen die von Georg Pallaske, Paul Cohrs, Hugo Grau, Adolf Meyn und Hans-Jürgen Voß. Zahlreiche Standardwerke stammten aus der Feder Leipziger Professoren.

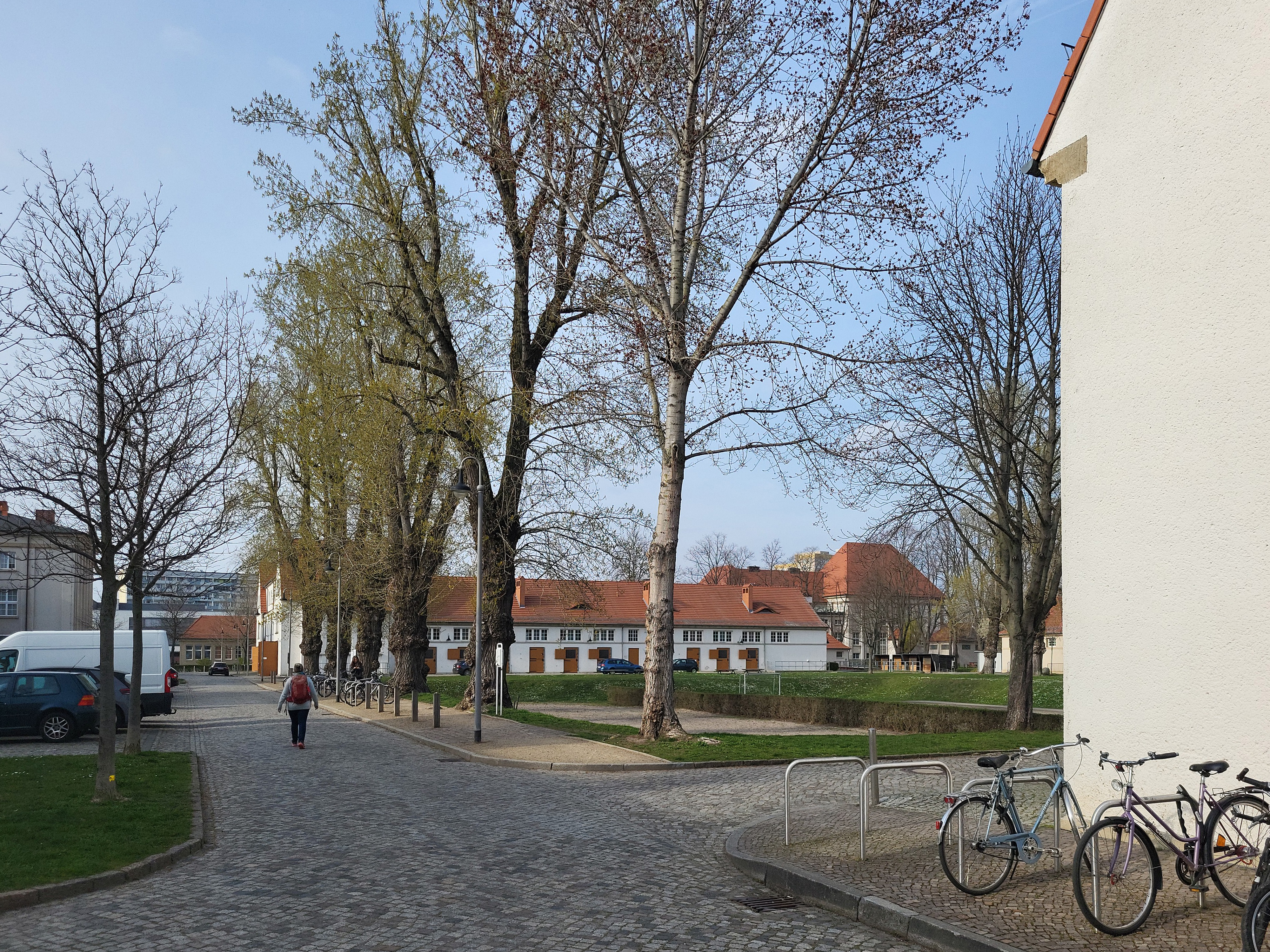
Zentraler Platz der VMF mit Reitplatz und Kleinfußballfeld. Das flachere Gebäude im Hintergrund ist die Rinderklinik, dieser Flügel der vormals Medizinischen Tierklinik wurde im 2. Weltkrieg komplett zerstört und erst ab 1997 neugebaut (2024)

Die Weltwirtschaftskrise führte dazu, dass 1932 erwogen wurde, die Veterinärmedizinische Fakultät wieder zu schließen. Da der Einspareffekt nach Berechnungen des Ministeriums für Volksbildung aber gering war, verzichtete die Sächsische Staatskanzlei am 11. April 1933 auf diese Maßnahme. Mit der Machtergreifung der Nationalsozialisten fanden in erheblichem Umfang wehrkundliche Übungen zulasten der eigentlichen tiermedizinischen Ausbildung statt. Am 1. August 1933 wurde die Arbeitsdienstpflicht eingeführt, eine Immatrikulation war nur noch nach Ableistung des sechsmonatigen Reichsarbeitsdiensts möglich. Ähnlich wie in anderen Hochschulbereichen unterschrieben viele Hochschullehrer das Bekenntnis der deutschen Professoren zu Adolf Hitler und auch die Studentenverbindungen wurden „gleichgeschaltet“. Es gab nur noch die SC-Kameradschaften und das 1942 gegründete Corps Misnia IV. Alle Studenten gehörten dem Nationalsozialistischen Deutschen Studentenbund an. Das Professorenkollegium bestand etwa zur Hälfte aus Mitgliedern der NSDAP, zwischen Partei- und Nichtparteimitgliedern gab es aber kaum Animositäten in der Zusammenarbeit.
Der Ausbruch des Zweiten Weltkrieges 1939 war auch für die Veterinärmedizinische Fakultät ein einschneidendes Ereignis. Ein Teil des Lehrkörpers wurde eingezogen, im Gegensatz zu München und Gießen konnte der Lehrbetrieb aber notdürftig aufrechterhalten werden. Das Studienjahr wurde in Trimester unterteilt. 1940 waren noch 20 Studenten pro Trimester eingeschrieben. Der akademische Mittelbau war 1941 nahezu vollständig zum Kriegsdienst eingezogen. Ab 1942 wurden Studenten zunehmend an die Heeres-Veterinär-Akademie Hannover gesandt, wo sie nach einer Grundausbildung zum Waffenoffizier zunächst an die Ostfront und auch in den Semesterferien immer wieder zum Fronteinsatz mussten. Dafür strömten vermehrt Frauen an die VMF. 1944 wurde für diese das Studium der Tiermedizin durch das Sächsische Ministerium für Volksbildung jedoch gänzlich untersagt.
1943/44 wurden zahlreiche Gebäude durch etliche Bombenangriffe beschädigt, der erste am 4. Dezember 1943. Die Anatomie und die Pathologie wurden stark zerstört, das Tierseucheninstitut und die medizinische Tierklinik wurden komplett vernichtet. Ein weiteres Problem für den Weiterbetrieb war die Zerstörung der Versorgungs- und Heizungsanlagen. Mit Beginn des Wintersemesters 1944/45 sollte der Lehrbetrieb ganz eingestellt werden, er wurde dennoch im Oktober 1944 wieder aufgenommen. Im Januar 1945 brach die Versorgung der Universität mit Heizmaterial zusammen.

### 1945–1968

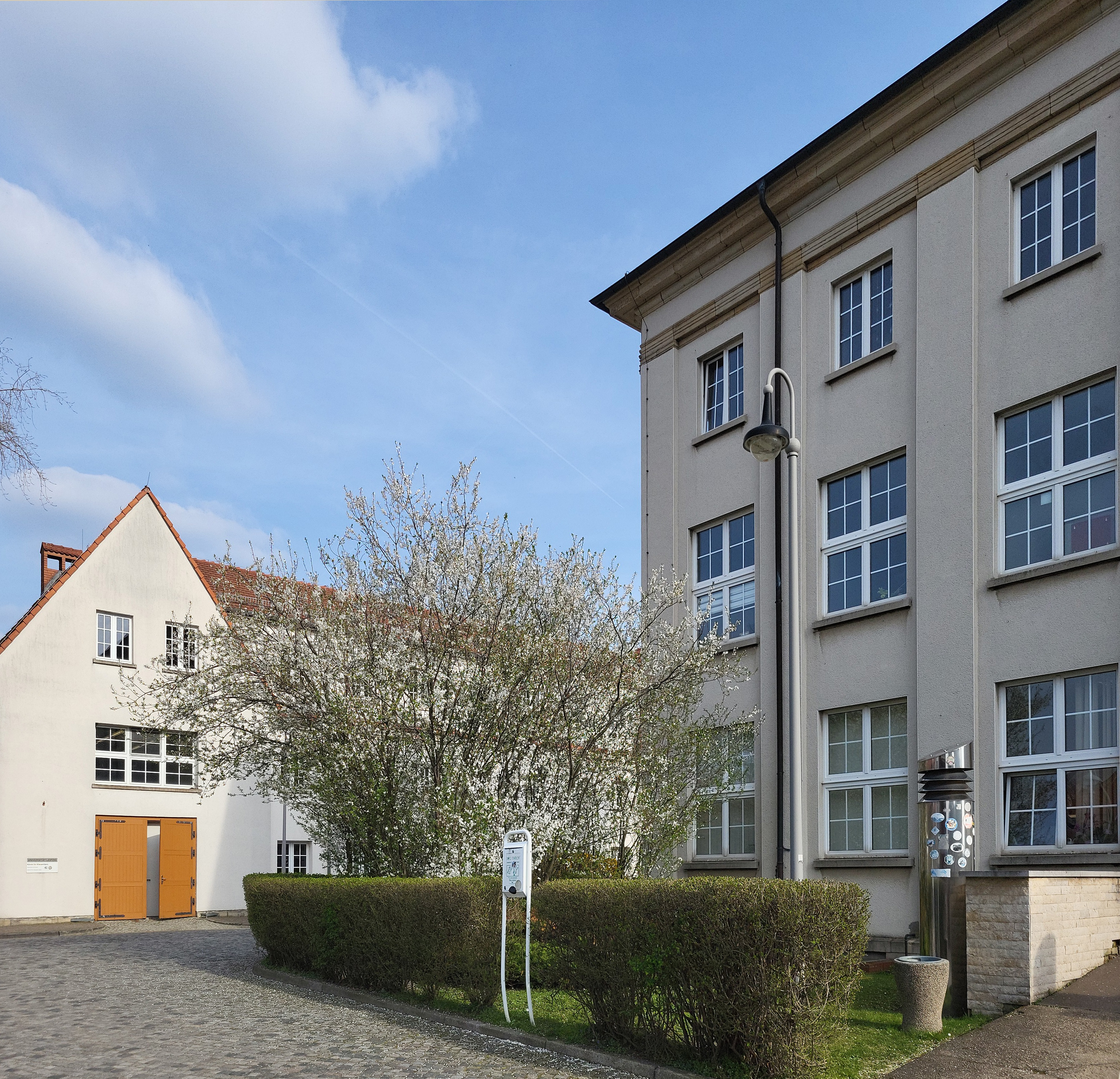
Lehrgebäude und Klinik der Abteilung Rind der Klinik für Klauentiere, vor 2017 Medizinische Tierklinik (2024)

Nach Ende des Zweiten Weltkriegs trat am 18. Mai 1945 der Fakultätsrat zusammen. Zur Sitzung waren Eberhard Ackerknecht, Arthur Scheunert und Kurt Schmidt anwesend und Ackerknecht wurde zum Dekan gewählt. Scheunert wurde mit 46 wissenschaftlichen und technischen Mitarbeitern von der US-amerikanischen Armee in die amerikanische Besatzungszone verbracht. Am 2. Juli 1945 wurde Leipzig, obwohl von den US-amerikanischen Truppen befreit, entsprechend der Konferenz von Jalta Teil der sowjetische Besatzungszone. Ackerknecht kehrte daraufhin nicht mehr aus einem Urlaub in der Schweiz zurück. Am 5. Februar 1946 wurde der Vorlesungsbetrieb wieder aufgenommen, es waren insgesamt 100 Studenten eingeschrieben. Da das Professorenkollegium durch Todesfälle, Flucht und Berufsverbote infolge der Entnazifizierung stark dezimiert war, konnte der Lehrbetrieb nur durch die freiwillige Tätigkeit längst emeritierter Hochschullehrer wie Oskar Röder und Johannes Schmidt aufrechterhalten werden, letzterer wurde auch zum Dekan gewählt. Durch Berufungen von Hochschullehrern anderer Universitäten (Alfred Hemmert-Halswick, Wilhelm Nusshag, Horst Schebitz, Georg Pallaske und Ernst-Adelbert Nickel), habilitierten Praktikern wie Heinrich Arcularius und Assistenten und Oberassistenten der eigenen Fakultät wie Erich Schwarze, Hans Schleiter, Lukas Felix Müller oder Wilhelm Schulze konnte der Lehrkörper bis Mitte der 1950er Jahre wieder aufgefüllt werden.
Neben dem Mangel an Lehrkräften und wissenschaftlichen und technischen Mitarbeitern waren die im Krieg zerstörten Gebäude ein großes Problem. Die Anatomie und Pathologie wurden rekonstruiert, das Lehrgebäude und die Stallungen der Chirurgie sowie ein Flügel der Stallungen der Medizinischen Tierklinik wurden instand gesetzt. Zunehmend kam es aber auch zur Einflussnahme durch die Sozialistische Einheitspartei Deutschlands (SED) auf die Geschicke der Fakultät. Dies gipfelte 1953 in einem ersten Eklat: Die vom Staatssekretariat für Hochschulwesen geforderte Berufung Lothar Hussels zum Professor für Veterinär-Polizei, wurde vom Fakultätsrat abgelehnt, aber dennoch vollzogen. 1955 verließen Lukas Felix Müller und Horst Schebitz aus politischen Gründen die 1949 gegründete Deutsche Demokratische Republik (DDR), 1957 auch Kurt Dedié. Ein Wissenschaftsskandal der Nachkriegswirren war die Berufung von Julius-Arthur Schulz zum Professor für Innere Tiermedizin 1957. Schulz war als Rumäniendeutscher in die DDR gekommen und hatte auf der Flucht angeblich alle Dokumente eingebüßt. Nach einer Tätigkeit als Kreistierarzt in Nebra empfahl ihn das Staatssekretariat für Hochschulwesen in Berlin für die Berufung, weil er SED-Mitglied war. Erst als er nach seiner Emeritierung 1970 in die Bundesrepublik Deutschland übersiedelte, wurde bei der Prüfung seiner Rentenansprüche festgestellt, dass er in Rumänien lediglich eine landwirtschaftliche Ausbildung absolviert hatte, aber nie ein Tiermedizinstudium. In Leipzig war der Schwindel nie aufgeflogen, weil er in den Vorlesungen nur ein Lehrbuch vorlas und die Klinikstunden den Assistenten überließ. Zwischen 1948 und 1960 nahmen 11 Wissenschaftler einen Ruf an andere Universitäten an.
Im Zuge der Kollektivierung der Landwirtschaft der DDR und der Schaffung der Landwirtschaftlichen Produktionsgenossenschaften, änderten sich auch die Ausbildungsinhalte an der VMF. War bis dahin das Pferd Hauptausbildungsinhalt, verschob sich der Fokus auf die landwirtschaftlichen Nutztiere Rind, Schwein und Schaf. Herdendiagnostik und -therapie wurden ein Schwerpunkt. Die Kleintierklinik sollte sogar ganz geschlossen werden, was aber durch den vehementen Einspruch der meisten Hochschullehrer, auch vieler SED-Mitglieder, verhindert werden konnte. Darüber hinaus kam es, wie in allen Studienrichtungen der DDR, zur Einführung politischer Ausbildungsinhalte. Fächer wie Marxismus-Leninismus und Russisch wurden im Zuge der zweiten Hochschulreform bereits ab 1950 eingeführt, auch Agrarökonomie und Sozialistische Betriebswirtschaft waren nunmehr Bestandteile des Studiums. Mit dem Bau der Berliner Mauer 1961 und der politischen Abgrenzung wurden auch der Zugang zu Geräten, Medikamenten und Literatur aus der Bundesrepublik Deutschland sowie die Teilnahme an wissenschaftlichen Konferenzen erheblich eingeschränkt.

### 1968–1990

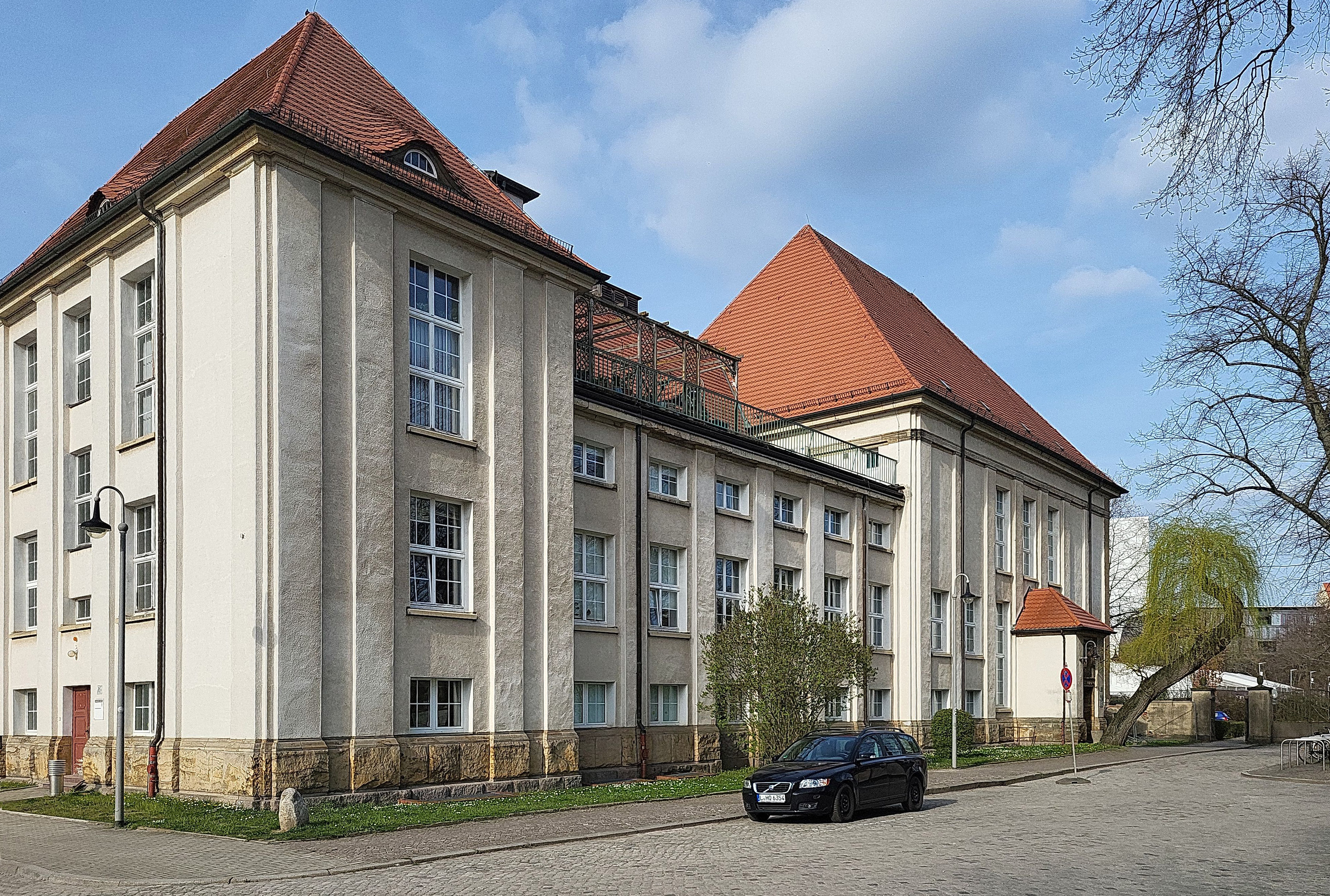
Das Gebäude des Instituts für Veterinär-Pathologie. Die Institute wurden 1968 aufgelöst, in diesem Gebäude waren die Fachgruppen (ab 1978 Wissenschaftsbereiche) Pathologie, Parasitologie und Lebensmittelhygiene untergebracht (2024)

Ein weiteres einschneidendes politisches Ereignis war die 3. Hochschulreform der DDR. Am 8. Oktober 1968 wurde, wie auch die Schwesterfakultät an der Humboldt-Universität zu Berlin, die Fakultät aufgelöst und als Fachrichtung mit der von der Landwirtschaft abgespaltenen Tierproduktion zur neu geschaffenen Sektion Tierproduktion und Veterinärmedizin zwangsvereinigt. Die ehemalige Fakultät war nun durch einen „Fachrichtungsleiter Veterinärmedizin“ in der Sektionsleitung vertreten. Eine weitere im Zuge dieser Hochschulreform vollzogene Änderung war die Auflösung der Institute und Kliniken. An ihre Stelle traten „Lehrgruppen“, die in sieben „Lehrbereiche“ eingebettet waren. Die Leitungsebene „Lehrbereich“ erwies sich aber als nutzlos und wurde bereits 1970 wieder abgeschafft, die „Lehrgruppen“ wurden in „Fachgruppen“ umbenannt. 1978 wurden sie in „Wissenschaftsbereiche“ umgewandelt.
Auch die Lehre war von den Beschlüssen der 3. Hochschulreform betroffen. Das Studium wurde noch stärker auf die landwirtschaftlichen Nutztiere, die Prophylaxe und die Herdenbetreuung ausgerichtet. Zudem sollten Tierärzte auch zur Leitung sozialistischer Kollektive befähigt werden. Dementsprechend kam es zu deutlichen Verschiebungen des Stundenvolumens zwischen den Fächern. Der Plan für das Grundstudium im Fach Agraringenieurwesen (Tierproduktion) wurde auch für die Studienrichtung Veterinärmedizin verbindlich. Neu eingeführt wurde 1968 eine während des Studiums anzufertigende Diplomarbeit über ein wissenschaftliches Thema. Diese musste zusätzlich zum Staatsexamen in einer öffentlichen Disputation anhand von Thesen verteidigt werden. Der Berufsabschluss war nicht mehr einfach Tierarzt, sondern Diplom-Veterinärmediziner (DVM). Ein Vorteil war zweifelsohne, dass die Studierenden früh an das wissenschaftliche Arbeiten herangeführt wurden. Von 1970 bis 1990 haben 1552 Studierende erfolgreich ihre Diplomarbeit an der Fachrichtung Veterinärmedizin verteidigt. Allerdings hielt nur die Hälfte der Studierenden die Diplomarbeit für sinnvoll. Seit 1958/59 konnten auch Ausländer – in der Regel aus sozialistischen „Bruderstaaten“ oder Ländern mit sozialistischer Orientierung wie Vietnam, Äthiopien, Kuba oder Nicaragua – an der VMF studieren. Zwischen 1970 und 1990 erwarben 220 ausländische Studierende den Abschluss als Diplom-Veterinärmediziner. Auch die weiteren akademischen Grade erfuhren eine Änderung: Die Promotion wurde zur „Promotion A“, die Habilitation zur „Promotion B“. Letztere erwarben in der Zeit bis 1990 29 Wissenschaftler der Fakultät. Ab 1970 konnten mit einem aus Fern- und Direktstudium kombinierten Studium an der VMF auch der „Fachtierarzt für Schweineproduktion“, der „Fachtierarzt für Staatsveterinärkunde“ und der „Fachtierarzt für kleine Haus- und Pelztiere“ erworben werden. Insgesamt 989 Tierärzte machten bis 1990 davon Gebrauch. Die übrigen Fachtierarztrichtungen wurden an der Schwestersektion an der Humboldt-Universität zu Berlin vermittelt.

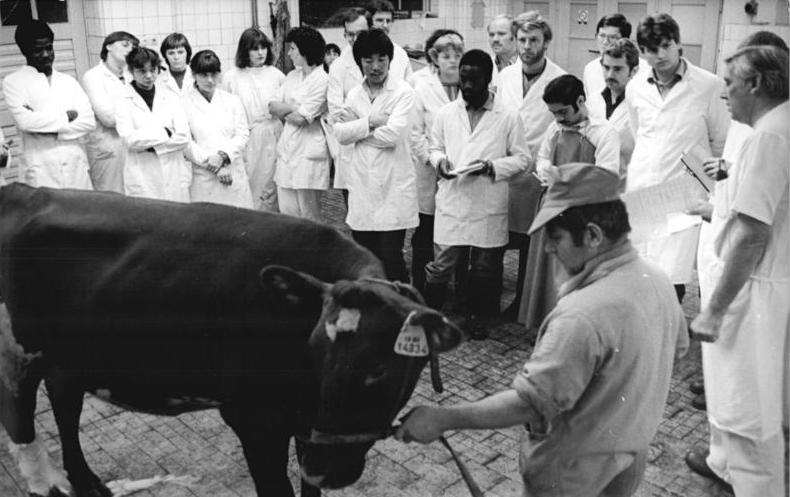
Klinikstunde in der Chirurgie im Mai 1983: Landwirtschaftliche Nutztiere wurden Hauptausbildungsinhalt und auch Studenten aus afrikanischen Ländern, Lateinamerika und Vietnam konnten an der VMF studieren

Die politische Einflussnahme durch die DDR-Behörden verstärkte sich in der Zeit ab der 3. Hochschulreform weiter. So waren bei Berufungen nach Beratungen der sogenannten „Kaderkommission“ und der Grundorganisation der SED ein positives Votum der Sektionsleitung und danach die Zustimmung der SED-Kreisleitung und des Rektorats notwendig, ehe sie dem Ministerium für das Hoch- und Fachschulwesen der DDR vorgeschlagen wurden. Mitglieder der SED oder einer der Blockparteien wurden bei Berufungen stets bevorzugt. Auch die Studierenden sollten zu „sozialistischen Persönlichkeiten“ mit einer „marxistisch-leninistischen Weltanschauung“ erzogen werden. Dazu wurden „Erzieherkollektive“ ins Leben gerufen, die unter Leitung eines Hochschullehrers daran mitwirken sollten.
Etwa ein Viertel der Studierenden war Mitglied der SED, nahezu alle Studenten waren Mitglied der Freien Deutsche Jugend (FDJ). 80 % der Studierenden empfanden den Einfluss von SED und FDJ auf den Studienablauf als stark oder sehr stark, während andere DDR-Massenorganisationen nur einen geringen Einfluss hatten. Das gemeinsame Grundstudium mit den Studenten der Tierproduktion hielt nur etwa die Hälfte der angehenden Tierärzte für sinnvoll, den obligatorischen Russischunterricht empfand die Mehrzahl als Verlust wertvoller Zeit für das eigentliche Kernstudium. Einmal während des Studiums mussten die Studierenden seit 1966 in ihren Semesterferien einen Arbeitseinsatz in der Produktion ableisten, den FDJ-Studentensommer.
Die Forschung wurde ab 1968 über Fünfjahrespläne organisiert. Zwischen den einzelnen Wissenschaftsbereichen wurden interdisziplinäre Forschungsgemeinschaften (IFG) gegründet. An der VMF gab es die interdisziplinären Forschungsgemeinschaften „Stoffwechselstörungen“, „Grundlagen und Anwendung der Biotechnik der Fortpflanzung“, „Einfluss abiotischer Umweltfaktoren“, „Laktationsphysiologie/Eutergesundheit/maschinelle Milchgewinnung“ sowie „Züchtung, Produktion von Schaffleisch und Wolle“. Innerhalb dieser IFGs bestand aber freie Themenwahl. Für die Forschung standen sieben Lehr- und Versuchsstationen kostenlos zur Verfügung, auf denen alle landwirtschaftlichen Nutztiere, aber auch Pferde und Damwild gehalten wurden.
Größere bauliche Maßnahmen fanden in dieser Zeit nicht statt. Lediglich der „Ätherbunker“ zur Aufbewahrung brennbarer Flüssigkeiten wurde errichtet. Ansonsten wurden nur notwendigste Reparaturen an den Dächern und Versorgungsleitungen durchgeführt. Die 1960 gebaute Mensa-Baracke war nur als Provisorium für ein paar Jahre gedacht. Sie wurde erst im August 2009 abgerissen und diente bis dahin auch als Raum zum Lernen, für den Fachschaftsrat und für studentische Feiern.
Anlässlich des 200. Jahrestags der Gründung der Tierärztlichen Hochschule Dresden wurde 1980 erstmals die Oskar-Röder-Medaille verliehen. Mit ihr werden Persönlichkeiten geehrt, die sich um die Tiergesundheit in Lehre, Forschung und Praxis verdient gemacht haben. Erster Träger war der Biochemiker und spätere Dekan der Fakultät Herbert Gürtler.

### Seit 1990

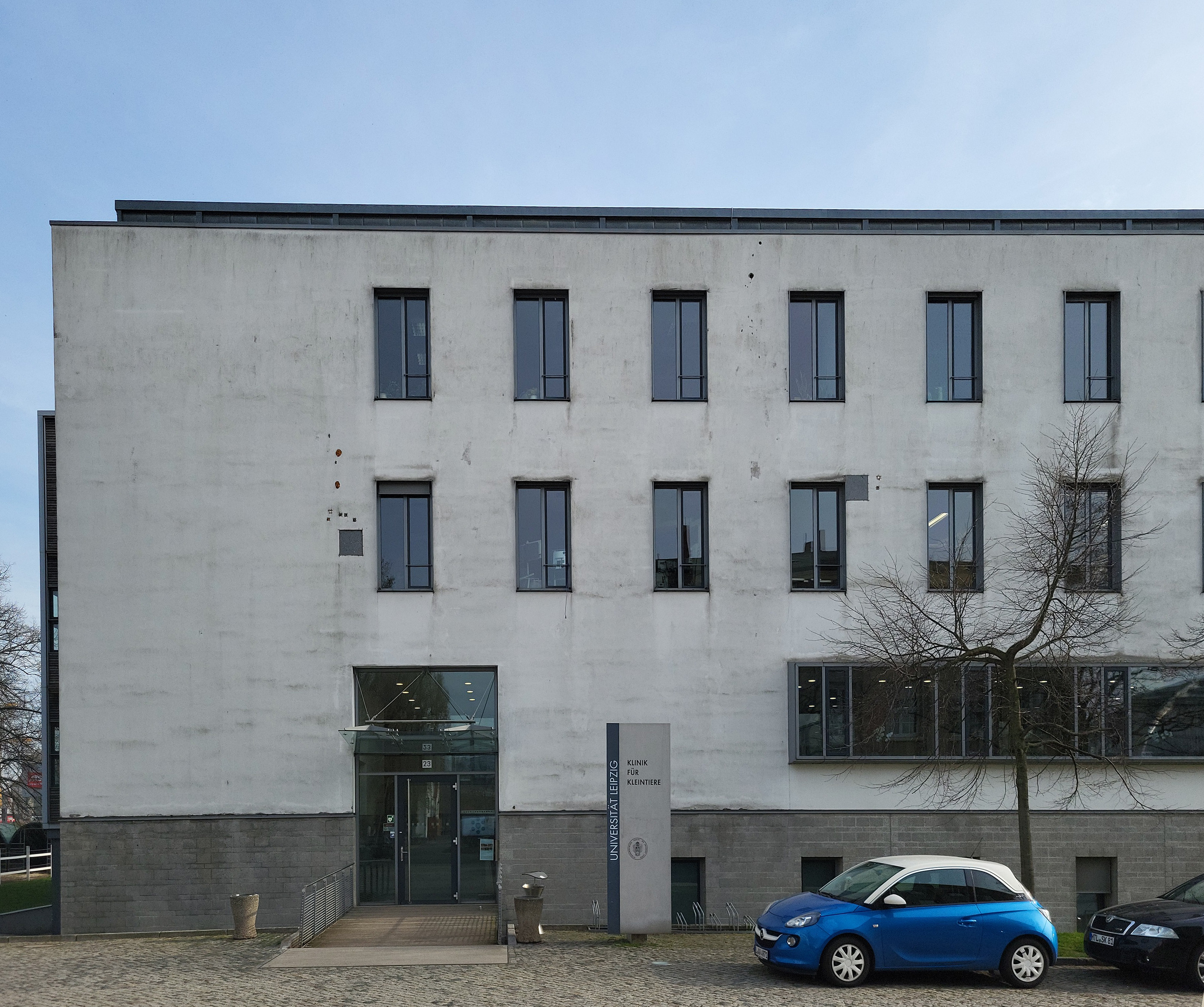
Die neu errichtete Klinik für Kleintiere wurde 1999 eröffnet (2024)

Mit der Wende und friedlichen Revolution in der DDR ergab sich die Möglichkeit, die ungeliebte Zwangsvereinigung mit der Fachrichtung Tierproduktion wieder aufzulösen. Am 5. Januar 1990 wurde auf Initiative des Anatomen Franz-Viktor Salomon dem Rektorat ein Memorandum zur Wiederherstellung der Veterinärmedizinischen Fakultät zugestellt, das alle ordentlichen und außerordentlichen Professoren unterzeichnet hatten. Am 29. Mai 1990 beschloss der Senat der Universität die Wiedereinrichtung der VMF zum 1. Juni 1990. Erster Dekan nach der Wiederbegründung wurde der Biochemiker Herbert Gürtler, Prodekane Günther Michel und Karl Elze. Zum 9. Oktober 1990 wurden die Wissenschaftsbereiche aufgelöst und die Institute und Kliniken wiederhergestellt.

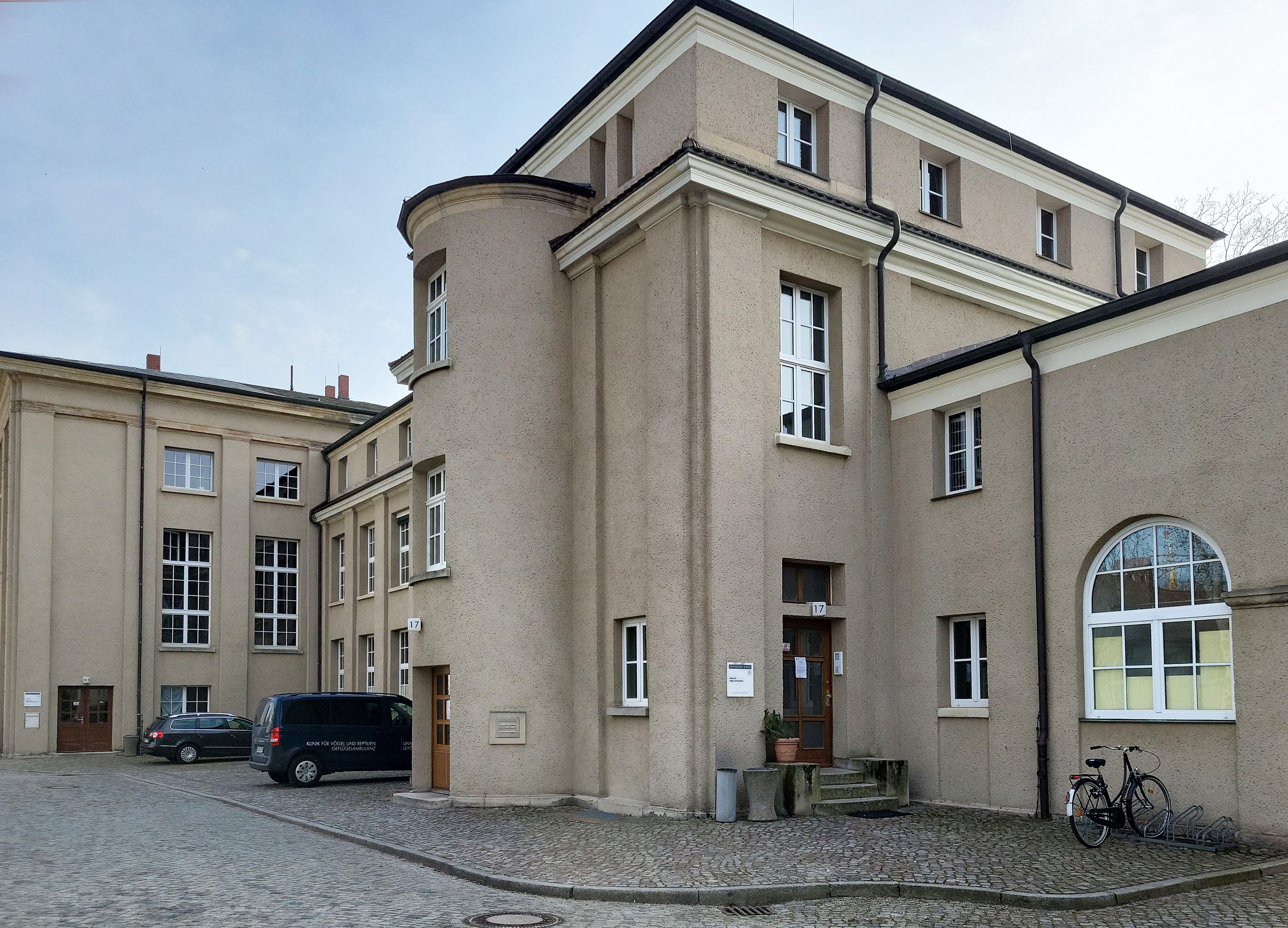
Die 2006 gegründete Klinik für Vögel und Reptilien ist im ehemaligen Gebäude der Kleintierklinik beheimatet, links hinten das Hörsaalgebäude der Klinik für Pferde (2024)

Die VMF musste sich wie alle Bildungseinrichtungen der DDR einer Evaluierung durch den Wissenschaftsrat stellen. Die Evaluierungskommission unter dem Vorsitz von Otto von Campenhausen besuchte am 6. und 7. Mai 1991 die Fakultät. In ihrem Protokoll empfahl sie, im Gegensatz zur Fachrichtung Tierproduktion, den Weiterbetrieb der Einrichtung. Die Einzelheiten der strukturellen Anpassung wurden im Sächsischen Hochschulerneuerungsgesetz vom 25. Juli 1991 geregelt. Der Lehrplan wurde an die in der Bundesrepublik geltende Tierärztliche Approbationsordnung angepasst. Alle Mitarbeiter der Fakultät mussten sich einer Prüfung auf fachliche und persönliche Eignung durch eine Personalkommission unterziehen. Insbesondere waren die Tätigkeit beim Ministerium für Staatssicherheit sowie eine Tätigkeit in Parteien und Massenorganisationen der DDR die andere Mitarbeiter geschädigt oder zur eigenen Bevorteilung geführt hat, Negativkriterien. Zur Beurteilung der fachlichen Eignung mussten alle Mitarbeiter neben einer Darstellung der eigenen Lehr- und Forschungstätigkeit eine Publikationsliste vorlegen. Der zuständige Staatsminister folgte, mit Ausnahme eines Professors, den Empfehlungen der Kommission zur Weiterbeschäftigung bzw. Entlassung. Insgesamt mussten 32 Professoren- und Dozentenstellen durch Ausschreibung neu besetzt werden. Fünf Leipziger Hochschullehrern wurde Anfang 1992 in einem beschleunigten Verfahren die Professur nach neuem Recht erteilt. Für die übrigen Hochschullehrerstellen wurden drei Berufungskommissionen (für den vor-, den para- und den klinischen Bereich) gebildet. Aus dem bisherigen Personalbestand der Fakultät wurden weitere fünf Professoren und drei Dozenten berufen, die übrigen Stellen wurden durch Kandidaten anderer tiermedizinischer Ausbildungsstätten besetzt. Zur Kompensation der Abberufungen waren zur Absicherung der Lehre vorübergehend einige Hochschullehrer aus den „alten“ Bundesländern tätig.
1991 wurde durch das Architekturbüro Heinle Wischer ein Zielplanungsprojekt für den Neubau und die Rekonstruktion des Baubestandes erstellt. 1997 wurde der Wiederaufbau des zweiten Flügels der Medizinischen Tierklinik sowie der Neubau der Kleintierklinik begonnen. Alle anderen Gebäude wurden nach und nach außen und innen saniert. Am 3. Dezember 1999 wurde die neue Kleintierklinik eröffnet. Im Folgejahr wurde in ihren ehemaligen Räumlichkeiten die Poliklinik für Vögel und Reptilien eingerichtet, die 2006 mit der Berufung von Maria-Elisabeth Krautwald-Junghanns einen eigenen Klinikstatus erhielt. 2002 wurde der Neubau des gemeinsamen Gebäudes für das Physiologisch-chemische Institut, das Institut für Lebensmittelhygiene und das Institut für Tierhygiene und öffentliches Veterinärwesen fertiggestellt, 2008 das nach dem ersten Dekan nach der Wiedervereinigung benannte Herbert-Gürtler-Haus mit Mensa, Bibliothek und Unterrichtsräumen. Das viele Jahre in der ehemaligen Landwirtschaftlichen Versuchsanstalt Möckern im Norden Leipzigs beheimatete Institut für Tierernährung, Ernährung und Diätetik wurde in die Räumlichkeiten des ehemaligen Instituts für Lebensmittelhygiene und damit von der Außenstelle wieder in den Hauptcampus integriert. 2017 wurden die ehemaligen Disziplinenkliniken (Chirurgie, Innere, Geburtshilfe) in tierartspezifische Kliniken umgewandelt.
In den 1990er Jahren wurde zusammen mit der Otto Benecke Stiftung ein Studienprogramm aufgelegt, in dem Spätaussiedler aus den Staaten der ehemaligen Sowjetunion die erforderlichen Kenntnisse zur Erlangung der deutschen Approbation vermittelt wurden.

## Lage und Gliederung

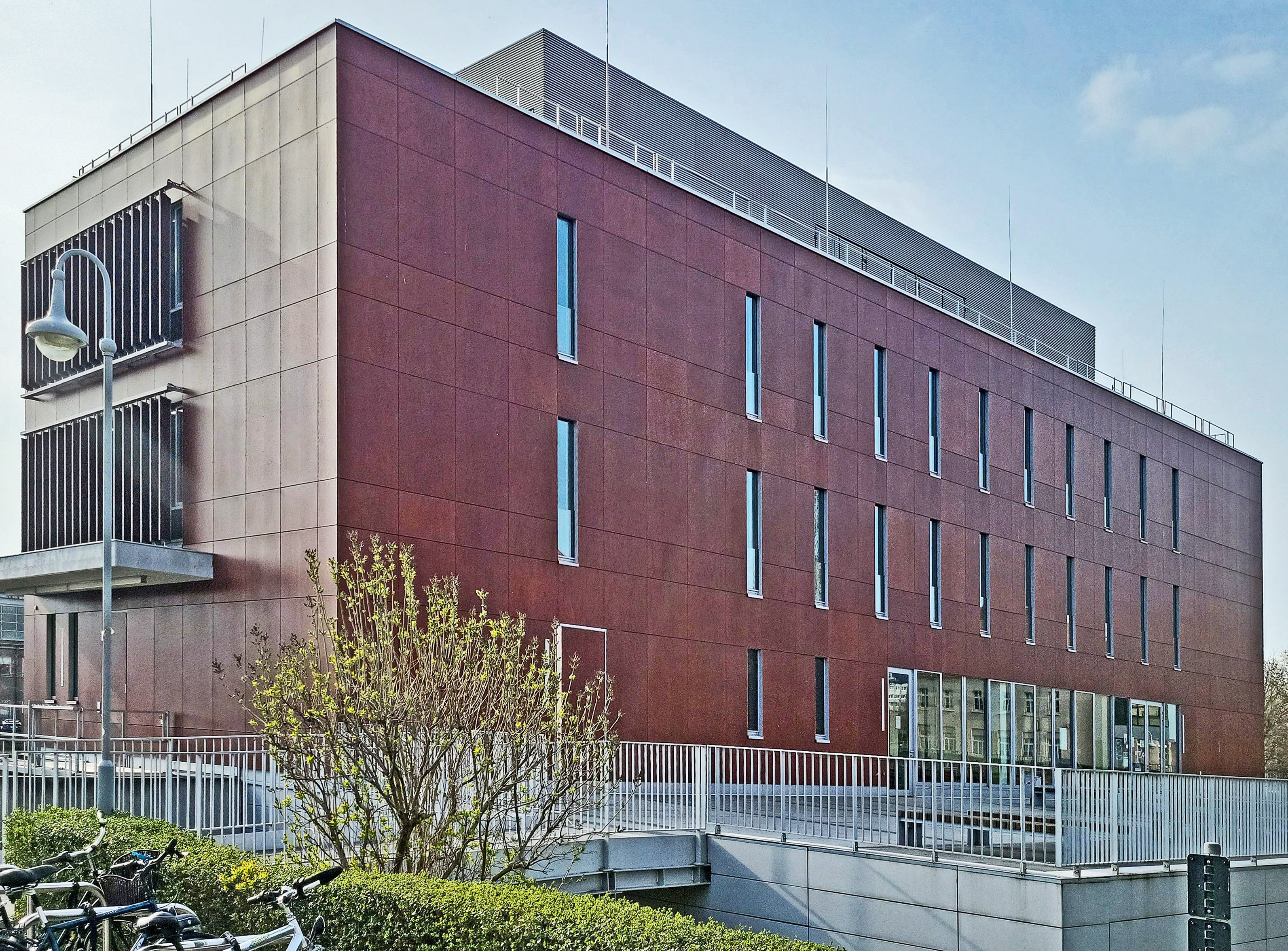
Das Herbert-Gürtler-Haus wurde 2008 als zentrales Lehrgebäude mit Mensa und Außenstelle der Universitätsbibliothek Leipzig errichtet (2024)

Der Campus der VMF liegt im Leipziger Ortsteil Zentrum-Südost. Direkt benachbart sind im Osten die Deutsche Nationalbibliothek, das Max-Planck-Institut für evolutionäre Anthropologie, das Fraunhofer-Institut für Zelltherapie und Immunologie, das alte Messegelände und die Bio City Leipzig. Westlich der Fakultät befindet sich der „Kohlrabizirkus“, die ehemalige Großmarkthalle. Weiter westlich davon liegt der ehemalige Schlachthof der Stadt Leipzig, auf dem heute der Mitteldeutsche Rundfunk beheimatet ist. Nördlich der VMF liegen die Medizinische Fakultät mit dem Universitätsklinikum Leipzig, die Fakultät für Physik und Erdsystemwissenschaften, die Fakultät für Mathematik und Informatik, die Fakultät für Chemie und Mineralogie sowie die Fakultät für Lebenswissenschaften, die alle fußläufig erreichbar sind.
Neben zentralen Einrichtungen wie dem Dekanat und der Außenstelle der Universitätsbibliothek Leipzig ist die Fakultät in vier Zentren und das Universitätsklinikum gegliedert:
- Das Zentrum für Grundlagenwissenschaften umfasst die Institute für Physiologie, für Physiologische Chemie, für Pharmakologie, Pharmazie und Toxikologie sowie für Tierernährung, Ernährung und Diätetik.
- Das Zentrum für Pathologie und Anatomie umfasst das Institut für Veterinär-Pathologie und das Veterinär-Anatomische Institut.
- Das Zentrum für Infektionsmedizin wird von den Instituten für Bakteriologie und Mykologie, für Virologie, für Parasitologie und für Immunologie gebildet.
- Das Zentrum für Veterinary Public Health umfasst die Institute für Lebensmittelhygiene und für Tierhygiene und Öffentliches Veterinärwesen.

Das Universitätsklinikum war bis 2017 eine Mischform zwischen Disziplinenkliniken wie sie beispielsweise an der Universität Gießen üblich sind und Tierartenkliniken, die an der Tierärztlichen Hochschule Hannover praktiziert werden. Beide Modelle haben ihre Vor- und Nachteile. In Leipzig war der Großtierbereich in Disziplinenkliniken, der Kleintierbereich in einem eigenen interdisziplinären Klinikum untergebracht. Nunmehr hat sich auch in Leipzig das Modell der Tierartenkliniken durchgesetzt. Dadurch bestehen vier Kliniken, die jeweils alle klinisch-medizinischen Fachgebiete abdecken:
- Klinik für Klauentiere
- Klinik für Pferde
- Klinik für Kleintiere und
- Klinik für Vögel und Reptilien

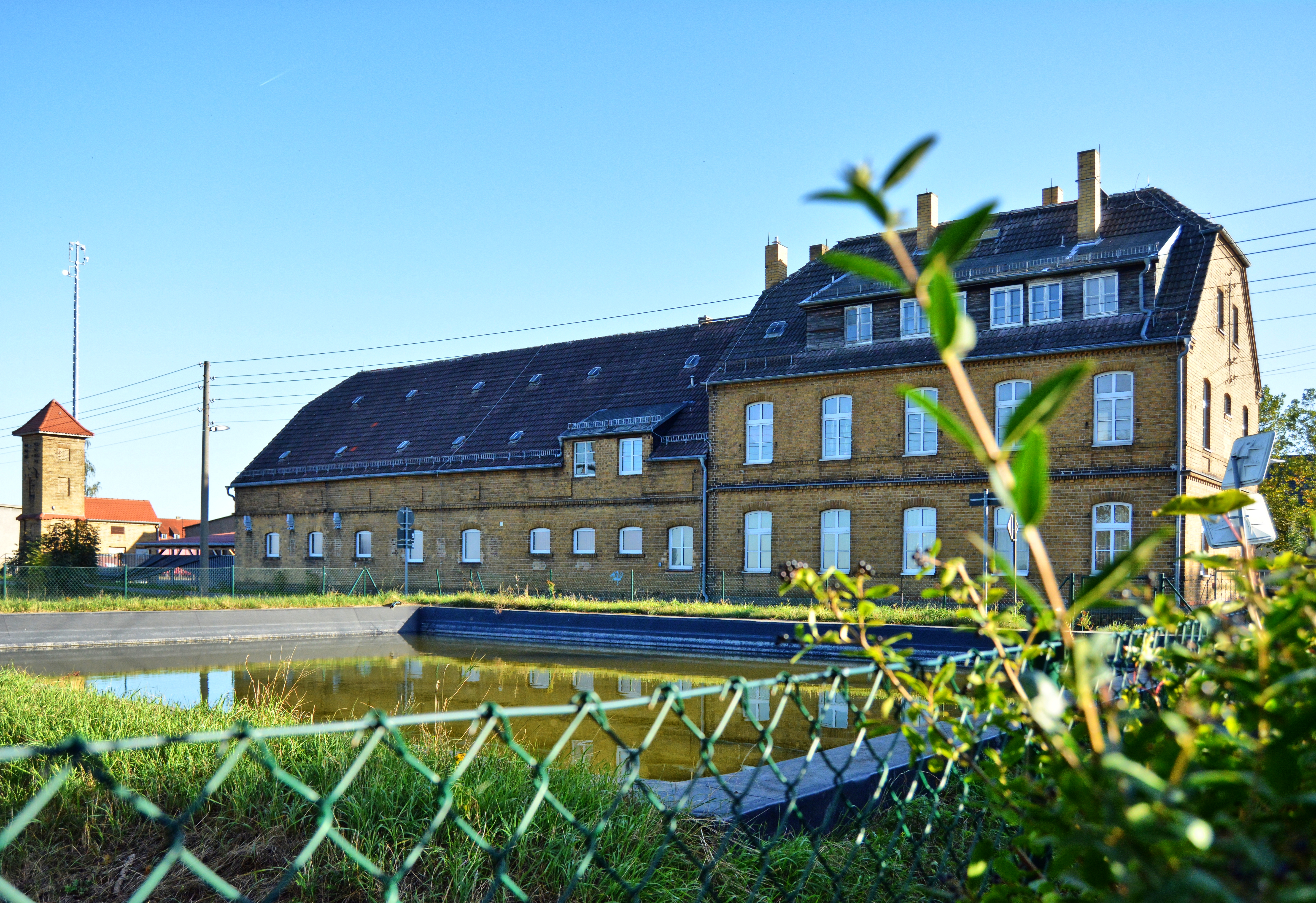
Lehr- und Forschungsgut Oberholz (2019)

Eine weitere zentrale Einrichtung ist das Lehr- und Forschungsgut Oberholz, das bereits 1544 von Kurfürst Moritz von Sachsen der Universität Leipzig geschenkt wurde. Es liegt außerhalb des Campus in der Gemeinde Großpösna am Südrand von Leipzig und wurde seit 1893 durch das Landwirtschaftliche Institut genutzt. Nach einer zwischenzeitlichen Nutzung durch einen Landwirtschaftsbetrieb wurde es 1992 an die Universität zurückgegeben. Seit 1. August 1993 ist das etwa 280 ha große Areal der der VMF zugeordnet. Hier haben Studierende die Möglichkeit ihr obligatorisches Landwirtschaftspraktikum zu absolvieren. Die dort gehaltenen Nutztiere wie Rinder, Schweine und Schafe sowie Pferde werden auch in der praktischen Ausbildung sowie für Forschungsprojekte genutzt. Zudem befindet sich hier auch die Veterinärmedizinhistorische Sammlung der Fakultät.

## Architektur

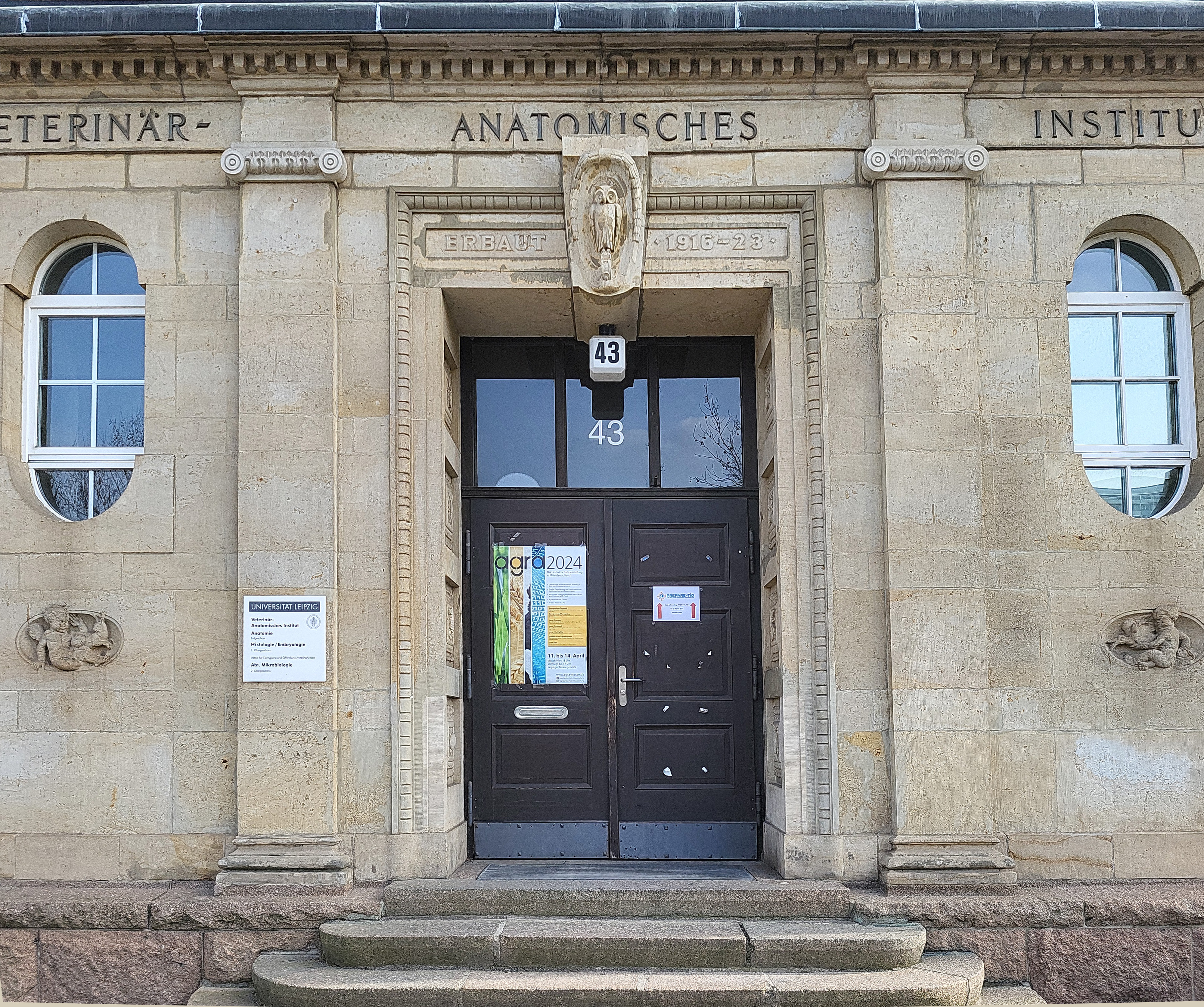
Sandsteinportal am Eingang zum Veterinär-Anatomischen Institut an der Semmelweisstraße mit Schmuckelementen an der Fassade von Alfred Berger (2024)

Der erste Bauplan wurde 1914 von Baurat Oskar Kramer vorgelegt. Das viereckige Areal wurde von den Fassaden der an den Außengrenzen lokalisierten Institute für Anatomie, Pathologie, Tierzucht und Geburtskunde, Physiologie, Pharmakologie und Tierhygiene eingerahmt, die einen Sichtschutz für die im Inneren stattfindenden Abläufe garantierten. Ursprünglich sollten die Gebäude einen Muschelkalksockel erhalten und mit weißverfugten rotbraunen Backsteinen errichtet werden. Die am Ende realisierten Entwürfe des Baumeisters Carl Brömme behielten zwar den Sockel bei, wurden aber darüber als schlichte Putzbauten errichtet. Steile Biberschwanzdächer bildeten den oberen Gebäudeabschluss. Durch unterschiedlich hohe Kopf- und Mittelbauten sowie flachere Verbindungstrakte entstand ein abwechslungsreiches äußeres Erscheinungsbild. Die Schmuckelemente der Fassaden stammten vom Leipziger Bildhauer Alfred Emil Berger. Das gesamte Altbau-Ensemble folgt der Reformarchitektur und steht unter der Identifikationsnummer 09295656 als denkmalpflegerische Sachgesamtheit in der Denkmalliste Sachsens.
Das Veterinär-Anatomische Institut besteht aus einem 25 m langen Flügel an der Semmelweisstraße (früher Tiroler Straße) und einem 30 m langen Flügel an der Zwickauer Straße (früher Kärntner Straße), die rechtwinklig angeordnet sind und das Gelände nach Norden und Nordosten abschirmen. Den Eingang schmückt ein Sandsteinportal. Der 180 m2 große Präpariersaal ist mit Oberlichtern und an drei Seiten mit hohen Fenstern versehen, so dass er einen optimalen Tageslichteinfall garantiert. Das Veterinär-Pathologische Institut besteht aus einem Kopfbau, zwei Flügeln und zwei Seitengebäuden, die einen Innenhof umgeben. Ein Flügel bildet einen Teil der östlichen Außengrenze an der Zwickauer Straße. Das Gebäude des ehemaligen Instituts für Tierzucht und Geburtskunde (heute Teil der Klinik für Klauentiere) besteht aus einem Mittelbau mit angrenzenden Flügeln, von denen einer die Grenze zur Zwickauer Straße komplettiert. Das vierstöckige Lehrgebäude der ehemaligen Chirurgischen Tierklinik (heute Klinik für Pferde) grenzt den Campus nach Westen zur Straße An den Tierkliniken (früher Österreicher Straße) ab. Das Klinikgebäude aus Kopfbau und zwei Seitenflügeln befindet sich im Inneren des Campus. Das Gebäude des ehemaligen Veterinärpharmakologisches Institut und der ehemaligen Poliklinik für kleine Haustiere (heute Klinik für Vögel und Reptilien) sowie das Lehrgebäude der ehemaligen Medizinischen Tierklinik (heute Teil der Klinik für Klauentiere) komplettieren die Westseite des Campus. Die Klinikgebäude der Klinik für Klauentiere liegt wie das der Pferdeklinik im Inneren des Campus und besteht ebenfalls aus einem Kopfbau mit zwei Seitenflügeln.

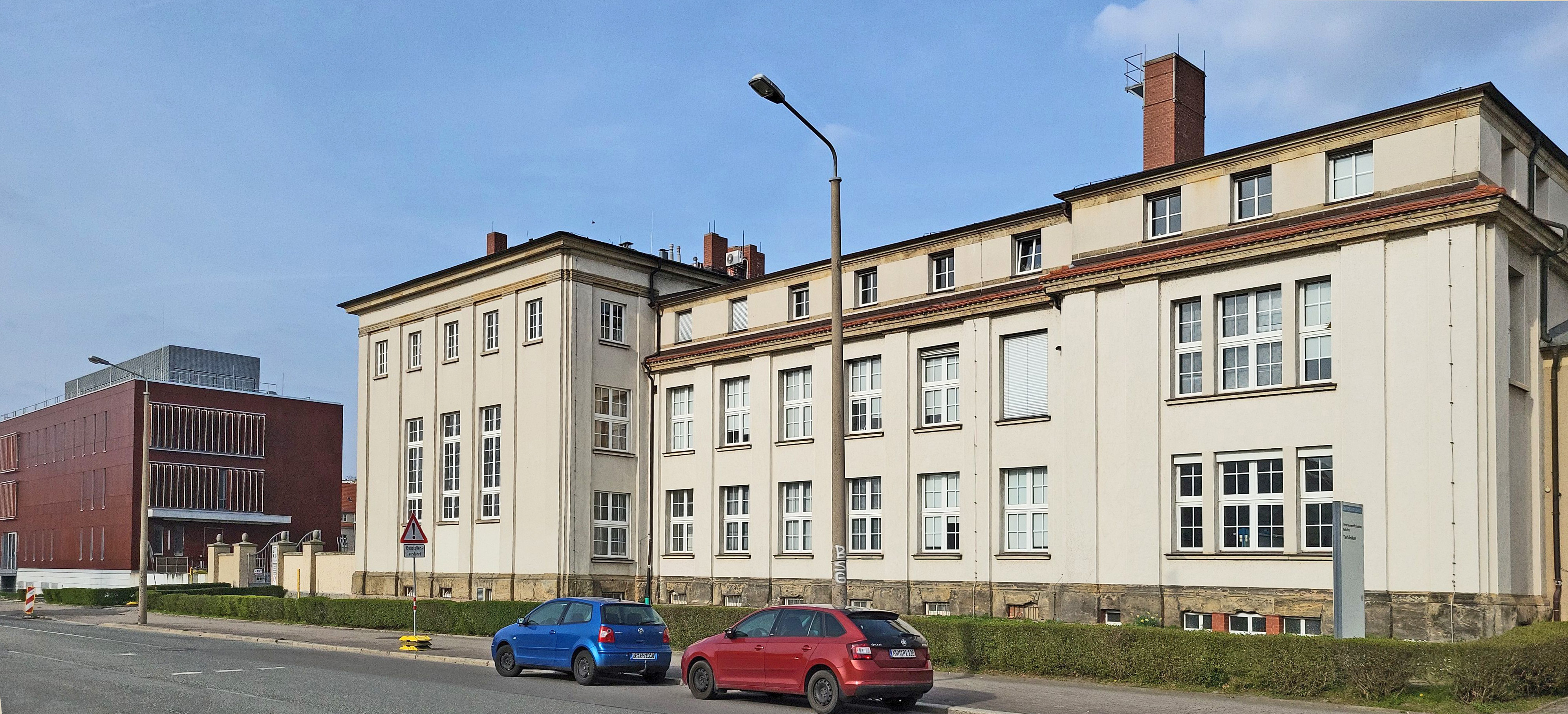
Front zur Straße An den Tierkliniken links vom Haupteingang. Das Gebäude ist Sitz des Instituts für Pharmakologie, Pharmazie und Toxikologie und der Informationsplattform vetidata. Der höhere Gebäudeteil ist das Hörsaalgebäude der Klinik für Klauentiere, ganz links ist das Herbert-Gürtler-Haus zu sehen (2024)

## Studium und Dienstleistungen
An der Veterinärmedizinischen Fakultät wird nur ein Studiengang, nämlich Veterinärmedizin angeboten. Da dieser Studiengang zugangsbeschränkt ist (numerus clausus), muss die Bewerbung bei der Stiftung für Hochschulzulassung erfolgen. Das Studium erstreckt sich über 11 Fachsemester und kann nur im Wintersemester begonnen werden. Jedes Jahr legen etwa 150 Studierende das Staatsexamen ab. Nachdem der Tierarztberuf lange eine Männerdomäne war, steigt der Anteil der Studentinnen seit den 1980er Jahren kontinuierlich an und liegt an allen tierärztlichen Hochschulen mittlerweile bei über 90 %.
Neben der studentischen Ausbildung finden an der Fakultät auch tierärztliche Weiterbildungen statt. Zudem sind die Ausbildungen zum staatlich geprüften Hufbeschlagschmied, zum Tiermedizinischen Fachangestellten, zum Biologielaboranten, zum Land- und Tierwirt sowie zum Tierpfleger möglich.
Die Kliniken der Fakultät stehen allen Tierhaltern für Untersuchungen und Behandlungen ihrer Tiere zur Verfügung. Darüber hinaus bietet die Fakultät Dienstleistungen wie elektronenmikroskopische, parasitologische, virologische und bakteriologische Untersuchungen sowie Obduktionen von Tieren, Dienstleistungen für Lebensmittelunternehmen, Ernährungsberatung und Futtermitteluntersuchungen an. Mit vetidata betreibt die Fakultät einen nur für Tierärzte zugänglichen kostenpflichtigen Informationsdienst für Tierarzneimittel, Tierarzneimittelrecht und Toxikologie. Die VMF erwirtschaftete im Jahr 2021 Drittmittel von etwa 12 Millionen Euro.

## Studentisches Leben

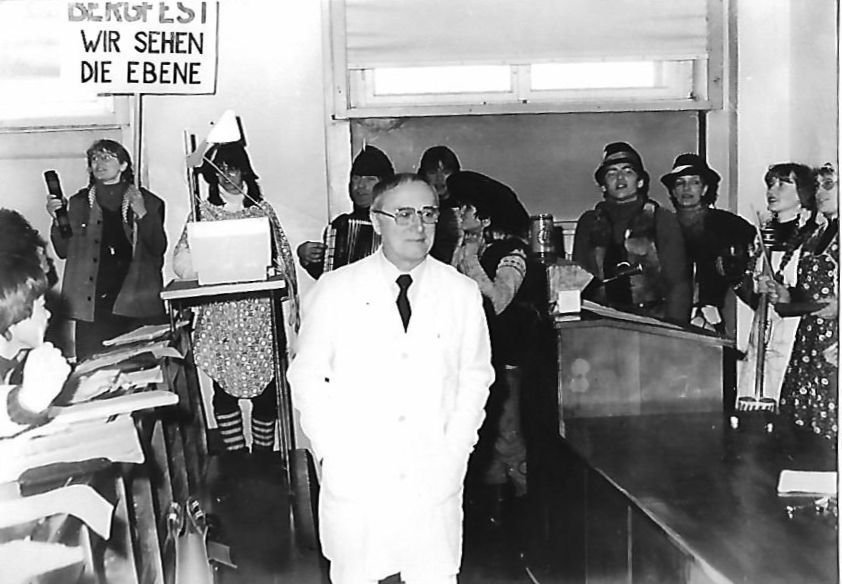
Bergfest des Matrikels 1982 in der Chirurgievorlesung bei Hans Schleiter

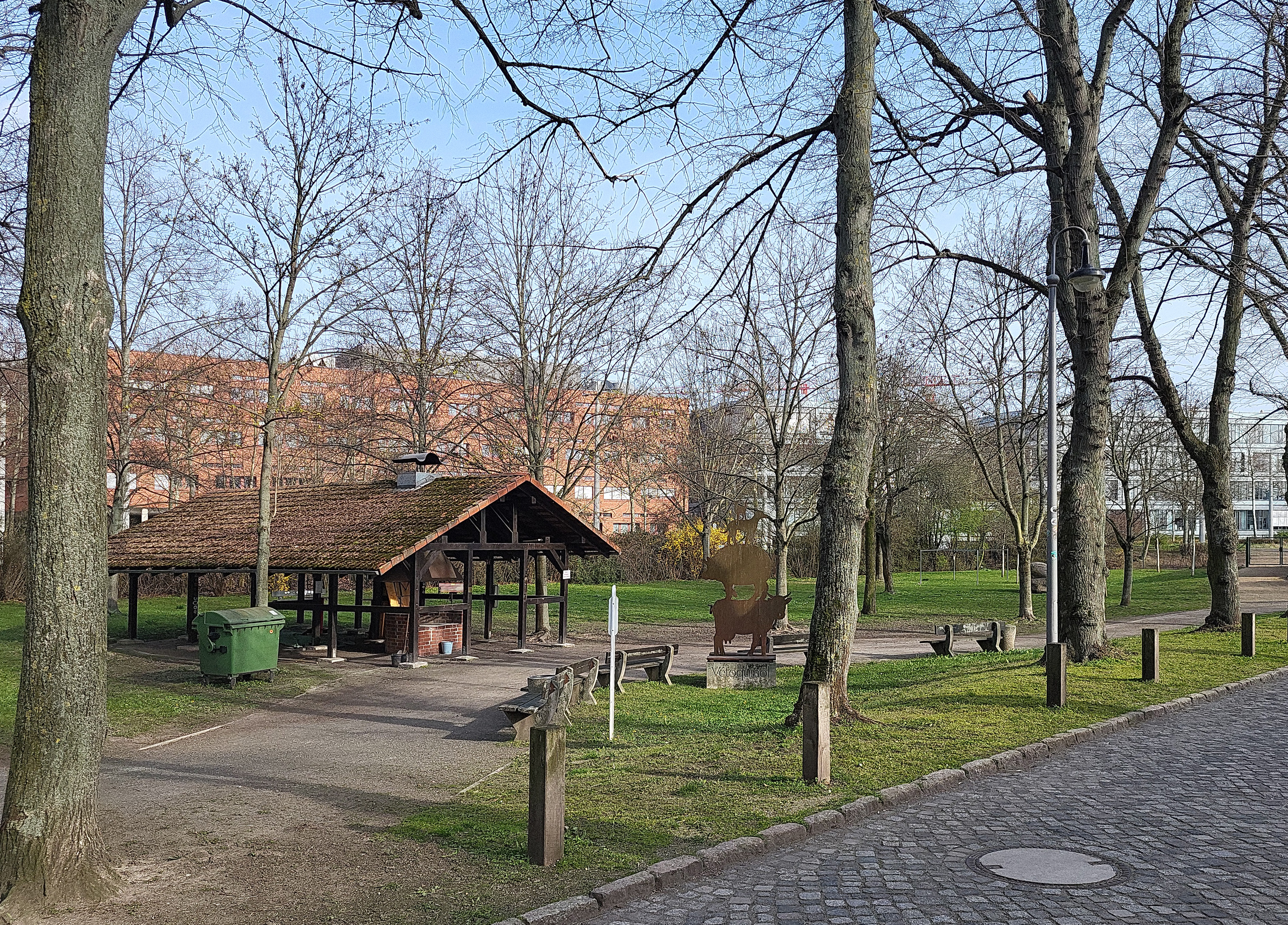
Der von Studierenden des Matrikels 1993 anlässlich ihres Bergfests errichtete Grillplatz an der Südostseite des Campus: Er wurde von den Matrikeln der Folgejahre erweitert und ist im Sommer ein beliebter Treffpunkt für Zusammenkünfte und Feiern. Im Hintergrund die Gebäude der Bio City (rot) und rechts davon des Fraunhofer-Instituts für Zelltherapie und Immunologie (2024)

Durch die Machtübernahme der Nationalsozialisten und dem weitestgehenden Verbot der Studentenverbindungen, das auch in der DDR aufrechterhalten wurde, spielten diese in der VMF für das studentische Leben kaum eine Rolle. In der DDR entwickelten sich neue Formen, die bis heute bestehen.
Eine lange Tradition haben an der Veterinärmedizinischen Fakultät die „Bergfeste“, die von den Studierenden selbst organisiert werden. Zunächst gab es ab den 1950er Jahren einen jährlichen „Fakultätsball“, einen Tanzball mit dem die Studierenden mit den Hochschullehrern den erfolgreichen Abschluss des Grundstudiums, des Physikums, feierten und für den ein kleines Programm erarbeitet wurde. Auch dieses Programm wurde ab 1959 zensiert und die Themenwahl wurde eingeschränkt. Der Attraktivität des Physikumsballs konnte das jedoch keinen Abbruch tun. Mit der Gründung der Sektion Tierproduktion und Veterinärmedizin und den Änderungen des Lehrplans verschob sich der Ball in die Mitte des Studiums, also in das 6. Semester und wurde so zum „Bergfest“. In der „Bergfestwoche“ werden vom entsprechenden Matrikel mit den Hochschullehrern kleine Wettkämpfe und Spiele veranstaltet. Bekannte Songs bekommen neue, fakultätsspezifische Texte und werden vor den anderen Semestern während der Vorlesungen vorgetragen. Jedes Matrikel erstellt eine Bergfestzeitung, seit den 1990er Jahren kürt jedes auch ein Wappentier und entwirft ein eigenes Logo. Ab den 1980er Jahren wurde oft auch ein Bergfestfilm gedreht, bei dem die Hochschullehrer und wissenschaftlichen Mitarbeiter als Darsteller eingebunden werden. Krönender Abschluss der Bergfestwoche ist dann der Bergfestball.
Der 1970 von Studierenden gegründete TV-Club (TV steht für Tierproduktion und Veterinärmedizin, also den Namen der damaligen Sektion) unterstand in der DDR-Zeit zwar formell der Grundorganisation der FDJ, wurde aber allein von den etwa 80 Mitgliedern, davon 20 Tiermedizinstudenten betrieben. Lediglich das Programm musste monatlich bei der Sektionsleitung eingereicht und abgesegnet werden, für manche Veranstaltungen gab es finanzielle Zuschüsse. Der TV-Club war als erster Studentenclub Leipzigs von Beginn an eine feste Größe im dortigen Studentenleben. Er wird auch heute noch in studentischer Eigenregie ehrenamtlich betrieben, traditionell finden jeden Donnerstag Veranstaltungen statt. 2023 wurde er in einer Umfrage der Leipziger Volkszeitung zum beliebtesten Club der Stadt gewählt. Darüber hinaus existiert ein von Studierenden betriebener kleiner Club namens Schwemme in einem großen Studentenwohnheim in der Straße des 18. Oktobers unweit der Fakultät, der sonntagabends zum gemütlichen Beisammensein einlädt.

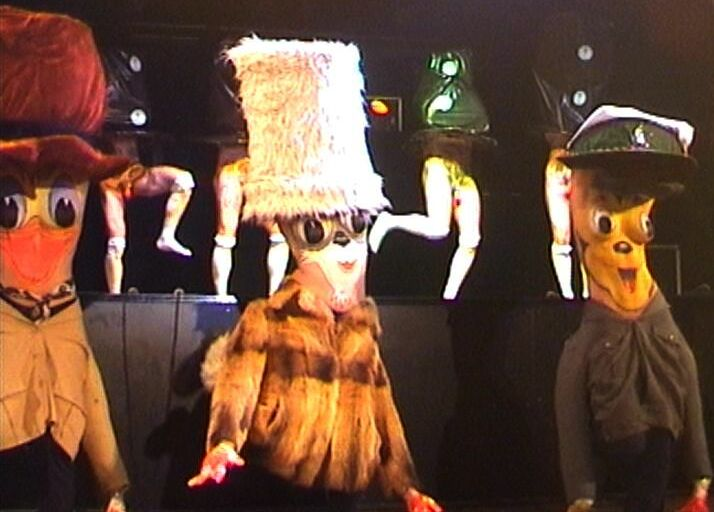
Der „Hütchentanz“ beim TV-Fasching 2000

Eine weitere Spezialität des Leipziger Studentenlebens ist der Studentenfasching. Wie viele Sektionen hatte auch die Sektion Tierproduktion und Veterinärmedizin seit 1970 einen eigenen „Elferrat“, der alle Mitwirkenden umfasst und nicht die klassische 11-Personen-Besetzung und -Rolle hat. Dieser existiert auch nach der Auflösung der Sektion 1990 noch unter dem angestammten Namen „TV-Elferrat“ an der Veterinärmedizinischen Fakultät. Er erarbeitet zweimal im Jahr ein Programm, zum Faschingsauftakt ab dem 11. November sowie im Januar oder Februar. Es trägt eher kabarettistischen Charakter und unterscheidet sich vom klassischen Karneval deutlich. Der „TV-Fasching“ ist nach wie vor eine feste Größe im Kulturleben der Universität Leipzig.
Die Gesamtheit der Studierenden, die Fachschaft, wird durch den jährlich neugewählten Fachschaftsrat vertreten. Er organisiert auch den Verkauf von Büchern, Materialien und Skripten. Die Fachschaft entsendet zudem Vertreter in den Fakultätsrat, den StudentInnenRat der Universität sowie die Bundesfachschaftentagung der Veterinärmediziner.

## Leipziger Tierärztekongress

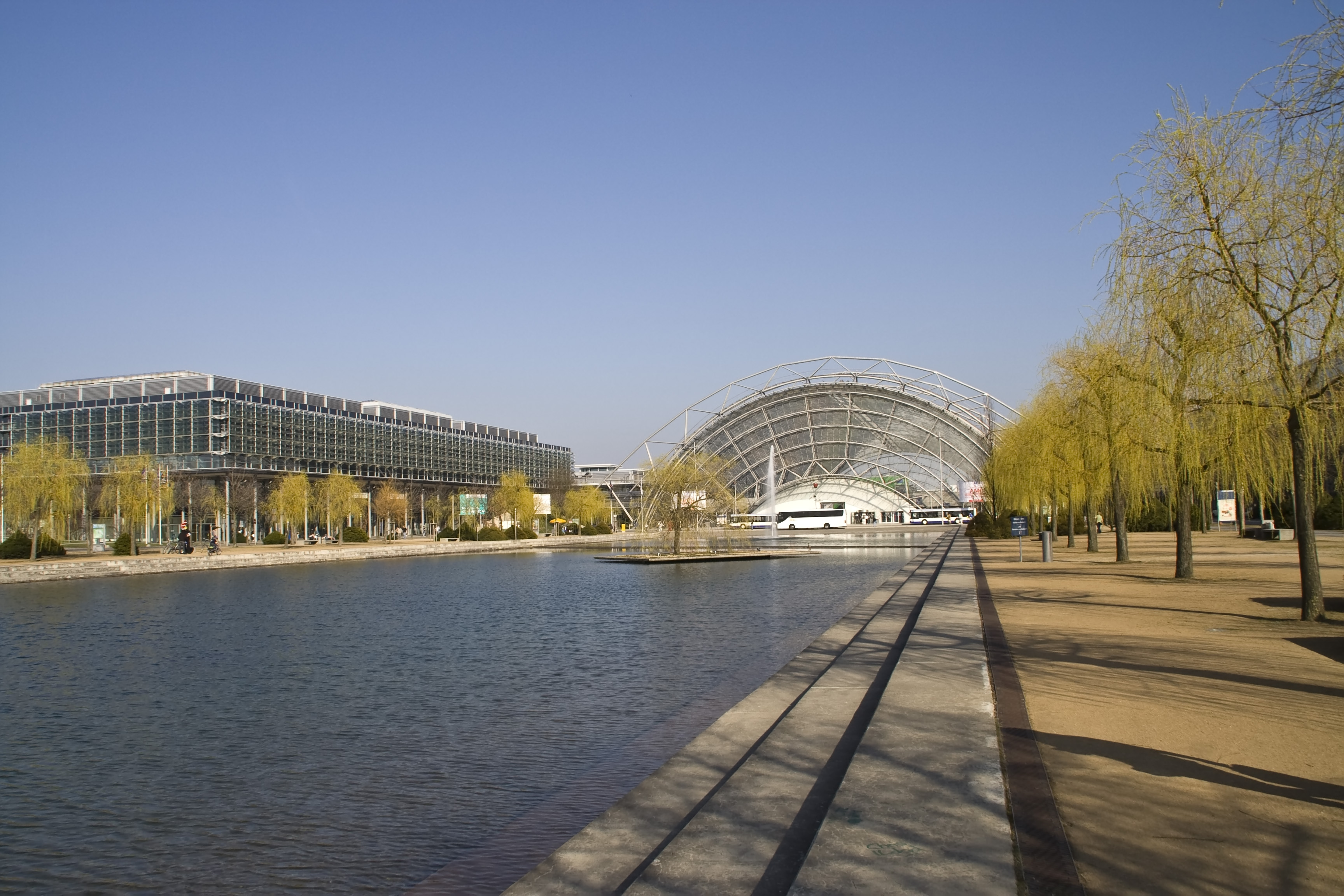
Das neue Gelände der Leipziger Messe ist der Austragungsort des Leipziger Tierärztekongresses (2009)

Seit 1998 organisiert die Veterinärmedizinische Fakultät den Leipziger Tierärztekongress in Zusammenarbeit mit der Leipziger Messe. Er fand zunächst alle drei, seit 2008 findet er alle zwei Jahre statt. Mit ihm sollen neueste Forschungsergebnisse in die Praxis überführt werden. Aber auch Standespolitik, Verbraucherschutz und Berufsethik sind im Programm vertreten, ebenso eine Industrie-Ausstellung (vetexpo). Der Tagungsband, die Leipziger Blauen Hefte, wird seit 2018 nur noch digital erstellt. Die Teilnehmerzahl wächst stetig, 2024 besuchten bereits 6.900 Teilnehmer die 12. Auflage des Kongresses. Die vetexpo ist mittlerweile die größte tiermedizinische Fachmesse in Mitteleuropa.

## Freundeskreis
1997 wurde der Freundeskreis Tiermedizin der Veterinärmedizinischen Fakultät Leipzig als eingetragener Verein gegründet. Er hat mittlerweile 1200 Mitglieder (Stand 2022). Er fördert durch finanzielle Zuschüsse Projekte und Anschaffungen und unterstützt damit Lehre und Forschung. Zudem werden verschiedene dotierte Preise vergeben wie der Ellenberger-Preis für die beste Promotion des Jahrgangs, der Fritz-Rupert-Ungemach-Preis für die beste nichtklinische Dissertation, der Heinz-Klös-Preis für die beste klinische Dissertation, der Hans-Schleiter-Preis für die beste Publikationsleistung und der Bergfestpreis für hervorragende studentische Leistungen.

## Büsten und bekannte Hochschullehrer
An einige ehemalige Hochschullehrer der VMF erinnern Bronzebüsten. Die vom Bildhauer Heinrich Wedemeyer geschaffene Büste des ersten Dekans Hermann Baum steht im Foyer des Veterinär-Anatomischen Instituts. Die Büste Ernst Joests befindet sich im Treppenhaus des Instituts für Veterinär-Pathologie. Im Treppenhaus des Hörsaalgebäudes der Klinik für Pferde steht eine Büste Hans Schleiters. Heinz Spilker schuf die Büste Oskar Röders an der Klinik für Pferde und die von Horst-Joachim Christoph vor der Kleintierklinik. An der Mauer zwischen Veterinär-Anatomischem und Veterinär-Physiologischen Institut stehen Büsten von Erich Kolb und Fritz Rupert Ungemach. Zudem finden sich in der VMF drei Büsten von Professoren der tierärztlichen Hochschule Dresden. Die Büste des Gottlieb Carl Haubners steht am Haupteingang der VMF an der Reitbahn, die von Wilhelm Ellenberger neben der von Hermann Baum, die von Theodor Leisering ist derzeit nicht öffentlich zugänglich. An Albert Johne erinnert eine Bronzetafel neben der Büste Ernst Joests.
Weitere bekannte Hochschullehrer der Veterinärmedizinischen Fakultät sind:
- Eberhard Ackerknecht
- Heinrich Arcularius
- August Eber
- Karl Elze
- Klaus Eulenberger
- Herbert Gürtler
- Andreas Hensel
- Maria-Elisabeth Krautwald-Junghanns
- Jörg Junhold
- Günther Michel
- Heinz Mielke
- Lukas Felix Müller
- Ernst-Adelbert Nickel
- Karl Nieberle
- Regine Ribbeck
- Johannes Richter
- Franz-Viktor Salomon
- Martin Schenck
- Arthur Scheunert
- Johannes Schmidt
- Lothar Schröder
- Wilhelm Schulze
- Erich Schwarze
- Thomas W. Vahlenkamp
- Ewald Weber
- Axel Wehrend